# Pichl-Kainisch
Pichl-Kainisch è stato un comune austriaco nel distretto di Liezen, in Stiria. È stato soppresso il 31 dicembre 2014 e dal 1º gennaio 2015 le sue frazioni di Äußere Kainisch, Knoppen, Mühlreith e Pichl sono state aggregate al comune di Bad Mitterndorf assieme all'altro comune soppresso di Tauplitz.